# Lecane luna
Lecane luna är en hjuldjursart som först beskrevs av Otto Friedrich Müller 1776. Lecane luna ingår i släktet Lecane och familjen Lecanidae. Arten är reproducerande i Sverige. Inga underarter finns listade i Catalogue of Life.